# Karwia (dopływ Śmierdnickiego Potoku)
Karwia (niem. Kuhbach) – strumień w północno-zachodniej Polsce, dopływ Śmierdnickiego Potoku. Płynie przez północną część Puszczy Bukowej w województwie zachodniopomorskim. 
Karwia jest strumieniem we wschodniej części Puszczy, bierze początek z kilku źródeł w podmokłym zagłębieniu terenu rozcinającym Szczucin w jego południowej części. Płynie na wschód bogato urzeźbioną, miejscami podmokłą dolinką i uchodzi do Śmierdnickiego Potoku z jego lewego brzegu nieco poniżej Źródlisk.  Nazwa z charakterystyczną dla języka kaszubskiego archaiczną grupą głoskową "ar" w miejscu ogólnopolskiego "ro" (Krowia).